# Tresserre
Tresserre (em catalão:  Tresserra) é uma comuna francesa na região administrativa da Occitânia, no departamento dos Pirenéus Orientais. Estende-se por uma área de 11.21 km², e possui 1.075 habitantes, segundo o censo de 2018, com uma densidade de 96 hab/km².